# Tetralophodon
Tetralophodon és un gènere extint de mamífers proboscidis de la família dels gomfotèrids que visqueren al Vell Món entre el Miocè i el Pliocè. Se n'han trobat restes fòssils a Alemanya, Àustria, Bulgària, Espanya (incloent-hi el jaciment de Can Missert), Etiòpia, Geòrgia, Grècia, Hongria, l'Índia, el Marroc, Moldàvia, Portugal, Romania, Tailàndia, Tunísia, Turquia, Ucraïna i la Xina. Tenien la mandíbula curta. Eren més grossos i hipsodonts que els gomfoteris. El nom genèric Tetralophodon significa ‘dent de quatre crestes’ en llatí.